# Jurczok 1001

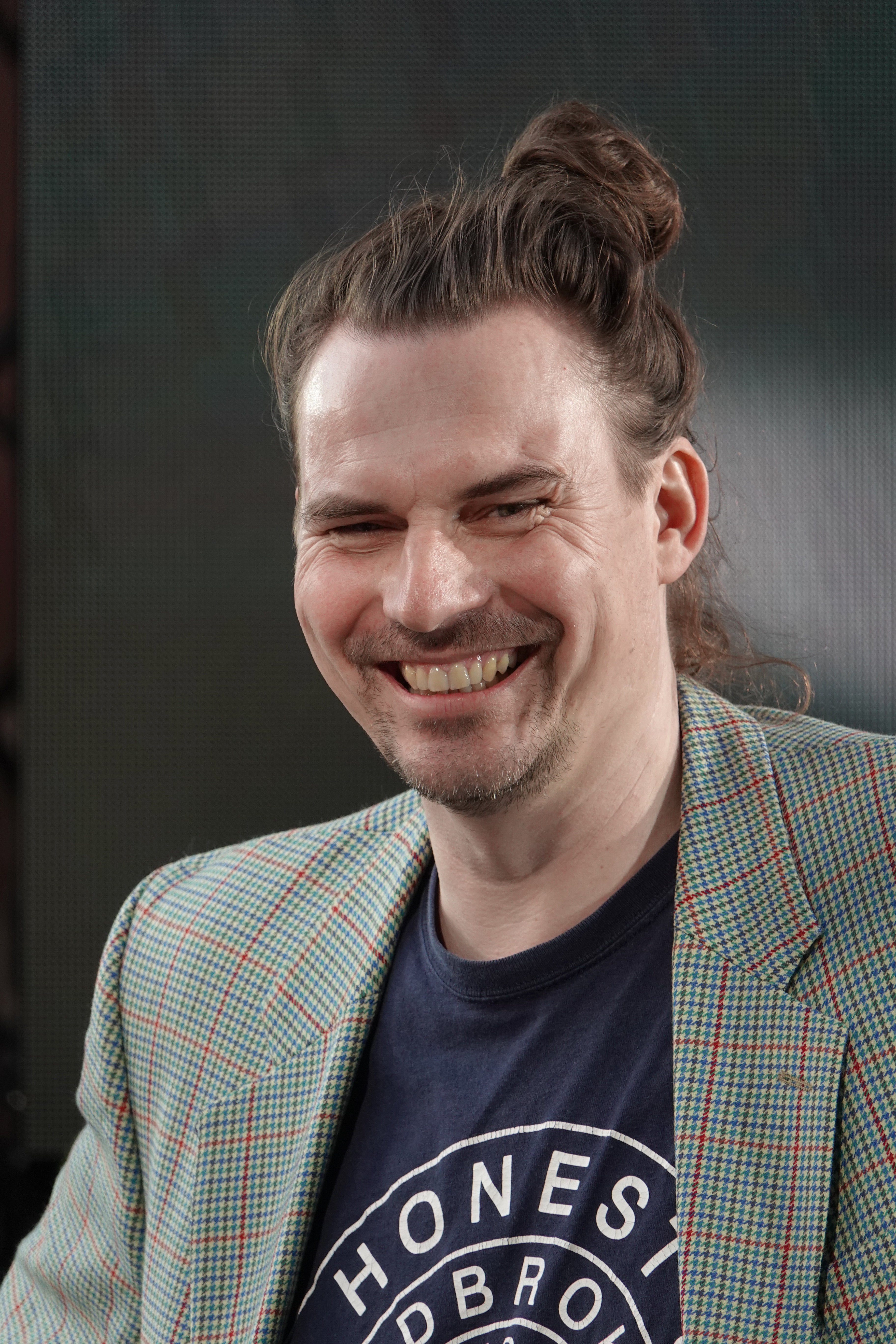
Jurczok 1001 beim Ingeborg-Bachmann-Preis 2024

Jurczok 1001, gelegentlich nur Jurczok (bürgerlich Roland Jurczok; * 7. Dezember 1974 in Wädenswil, Kanton Zürich), ist ein schweizerisch-deutscher Lyriker und Musiker. Er zählt in seinem Geburtsland zu den Pionieren der Spoken-Word-Performance.

## Leben und Werk
Roland Jurczok studierte Germanistik und Ethnologie an der Universität Zürich. Ausserdem erwarb er ein Lehrerdiplom in Atemtechnik und Stimmbildung. Er unterrichtete an verschiedenen Kunstschulen und ist als Schreibcoach tätig.
Durch den Einfluss von Public Enemy und den Beastie Boys fühlte sich Roland Jurczok Ende der 1980er Jahre der Hip-Hop-Kultur verbunden. Er spielte in mehreren Bands und trat in einer Bar in Zürich auch als MC auf. Allmählich rückte die Wortkunst in das Zentrum seiner künstlerischen Arbeit. Seit 1996 tritt er unter dem Namen Jurczok 1001 als Spoken-Word-Artist auf. Seinen Künstlernamen erklärte Jurczok damit, dass er in der Nachfolge von Scheherazade 1001 Geschichten erzählen wolle. 1998 begann Jurczok 1001 eine Zusammenarbeit mit der Schriftstellerin und Musikerin Melinda Nadj Abonji. Das Duo erprobt «Mischformen aus Lyrik und Musik» und trat neben der Schweiz in Deutschland, Österreich, Ungarn, Polen, Bulgarien und in den Vereinigten Staaten auf. Seit 2008 entwickelt Jurczok 1001 sein Format Spoken Beats, eine Kombination aus Spoken-Word-Texten, Gesang und Livelooping, die er unter anderem auf Veranstaltungen in Indien und Russland präsentierte.
Bereits 1997 erschien seine erste CD mit gesprochenem Text, Drehscheibe Schweiz, die sich mit der Aufarbeitung Schweizer Geschichte im Zweiten Weltkrieg befasst. Zu weiteren Arbeiten zählen Auseinandersetzungen mit der Untergangsrhetorik der Rechtspopulisten und Persiflagen des Weltwoche-Journalismus unter ihrem rechtskonservativen Herausgeber Roger Köppel. Texte in gedruckter Form erschienen ab 2003 zunächst in renommierten Literaturzeitschriften wie drehpunkt, orte oder entwürfe. Nach mehr als 20 Jahren Bühnenpraxis publizierte Jurczok 1001 im Verlag des Autors, Kritikers und Kabarettisten Patrick Frey sein erstes Buch. Auf «81 sorgsam kuratierten Faksimiles bühnenerprobter Textblätter» lässt sich in Spoken Beats (2018) nachvollziehen, wie – nach Eigenbezeichnung mit Hinweis auf Karl Kraus – die «gedruckte Schauspielkunst» Jurczoks entsteht.
2024 las Jurczok 1001 auf Einladung des Jurors Thomas Strässle beim Ingeborg-Bachmann-Wettbewerb den Prosatext Das Katangakreuz.

## Auszeichnungen und Stipendien (Auswahl)
- 2015: Förderpreis des Kantons Zürich
- 2019: Werkbeitrag der Stiftung Pro Helvetia
- 2023: Werkjahr für Literatur der Stadt Zürich

## Veröffentlichungen (Auswahl)

### Tonträger
- 1997: Drehscheibe Schweiz. CD
- 2003: Bush Doktor (Spoken Word, Human Beatbox, Electric Cifte). EP
- 2006: Voice / Beatbox / Violin, mit Melinda Nadj Abonji. CD mit Textbooklet
- 2012: Spoken Beats Volume 1, EP
- 2014: All die Jahr. EP